# -burg
Die Silbe -burg ist eine Ortsnamenendung, die im deutschen Sprachraum häufiger vorkommt. In anderen europäischen Sprachen hat sie eine ähnliche Form.

## Germanischer Ursprung
In vielen Fällen werden Ortsnamen auf -burg von dem Begriff Burg abgeleitet sein.
Das deutsche Wort Burg bedeutete ursprünglich „befestigte Stadt“ oder „Ritterburg“.
Im Altnordischen kann borg auch „Hügel (bei dem eine Wohnanlage steht)“ bedeuten.

## Slawischer Ursprung
Im ostniederdeutschen Siedlungsgebiet kann ein Ortsname mit -burg auch einen slawischen Ursprung haben.
Dort konnte eine slawische Ortsnamenendung -boŕ zu niederdeutsch -borch werden (das dem hochdeutschen -burg entspricht).
Die slawische Ortsnamenendung -boŕ lässt sich in der Regel mit Bezug auf Wald oder Waldgebiet übersetzen. Das Wort leitet sich vom Urslawischen borъ ab, das „Nadelwald“ oder allgemein „Wald“ bedeutet. In modernen slawischen Sprachen finden sich ähnliche Formen: etwa das Polnische bór (Wald), das Tschechische bor (Kiefer) oder das Russische бор (Kiefernwald).
Beispiele:
- Kaseburg (im Kreis Usedom-Wollin), im Jahre 1265 Carsiborch, entstanden aus einem rekonstruierten Ortsnamen Karsiboŕ
- möglicherweise Ratzeburg, aus einem rekonstruierten Ortsnamen Ratiboŕ
- Roseburg (im Kreis Herzogtum Lauenburg), aus einem rekonstruierten Ortsnamen Rozboŕ[2]
- Burg (bei Magdeburg), im Sprachgebrauch und älteren Dokumenten auch als Borch
- Ladeburg (im Landkreis Jerichower Land), im Sprachgebrauch und älteren Dokumenten auch als Ladeborch

Siehe auch: Deutsche Ostsiedlung.